# كركوان
كركوان موقع أثري تونسي يعود إلى العهد البوني – . يوجد الموقع الأثري«كركوان» في معتمدية حمام الغزاز بلدية دار علوش في الوطن القبلي بين قليبية والهوارية وهو موقع يعود تأسيسه إلى العهد البوني. ولأنّ الرومان لم يعيدوا بناءه بعد ضمّ أفريكا إلى الإمبراطورية الرومانية، فإن الموقع فضاء حضري لمدينة صغيرة لها خصائص بونيّة صرفة.

## تاريخ
هوجمت مرتين من قبل الرومان . ولقد هجرت هذه المدينة على ما يبدو بعد تهديمها من طرف القنصل الرومانيّ أتيلوس ريغولوس سنة 256 قبل الميلاد، فهرب سكانها المتبقون نحو الغرب واحتموا بالهضاب فاختاروا مكانا أطلقوا عليه تامزراط، وهو نفس اسم كركوان القديم و تمزراط تعني الغرس. قبل أن تكتشف المدينة مجدّدا عن طريق الصدفة في بداية خمسينات القرن العشرين.
كانت كركوان مدينة ساحليّة ولذلك جهزت بميناء بقيت منه بعض الأجزاء. ومن المفروض أنّها كانت تتعاطى التجارة مع موانئ أخرى متوسّطية وأنها كانت تصدّر منتجات فلاحيّة وكذلك صناعيّة، مثل الأقمشة المصبوغة بالأرجوان، إذ اكتشفت منشآت لصنع هذه المادّة قرب الميناء، وكذلك حوانيت حيّ تجاريّ.
فبلدة كركوان تعاطت النشاط التجاري خاصة مع اليونانيين من جهة البحر ومع أبناء جلدتها من البونيقيون في جهة البر وصدرت منتجات صناعية مثل الجير وذلك لاكتشاف أفران تصنع فيها هذه المادة بالإضافة لاكتشاف حوانيت تجارية وساحة صغيرة تتوسط البطحاء.أما البيوت فهي مجهزة بحمام وفرن بنفس الشكل الموجود إلى يومنا هذا، ويوجد نموذج منه داخل متحف الموقع.

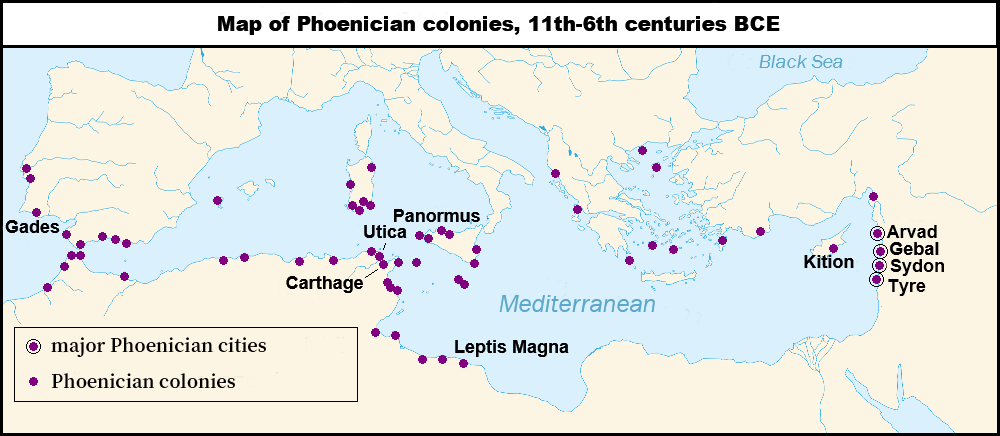
المستوطنات الفينيقية بالبحر الأبيض المتوسط

## المتحف

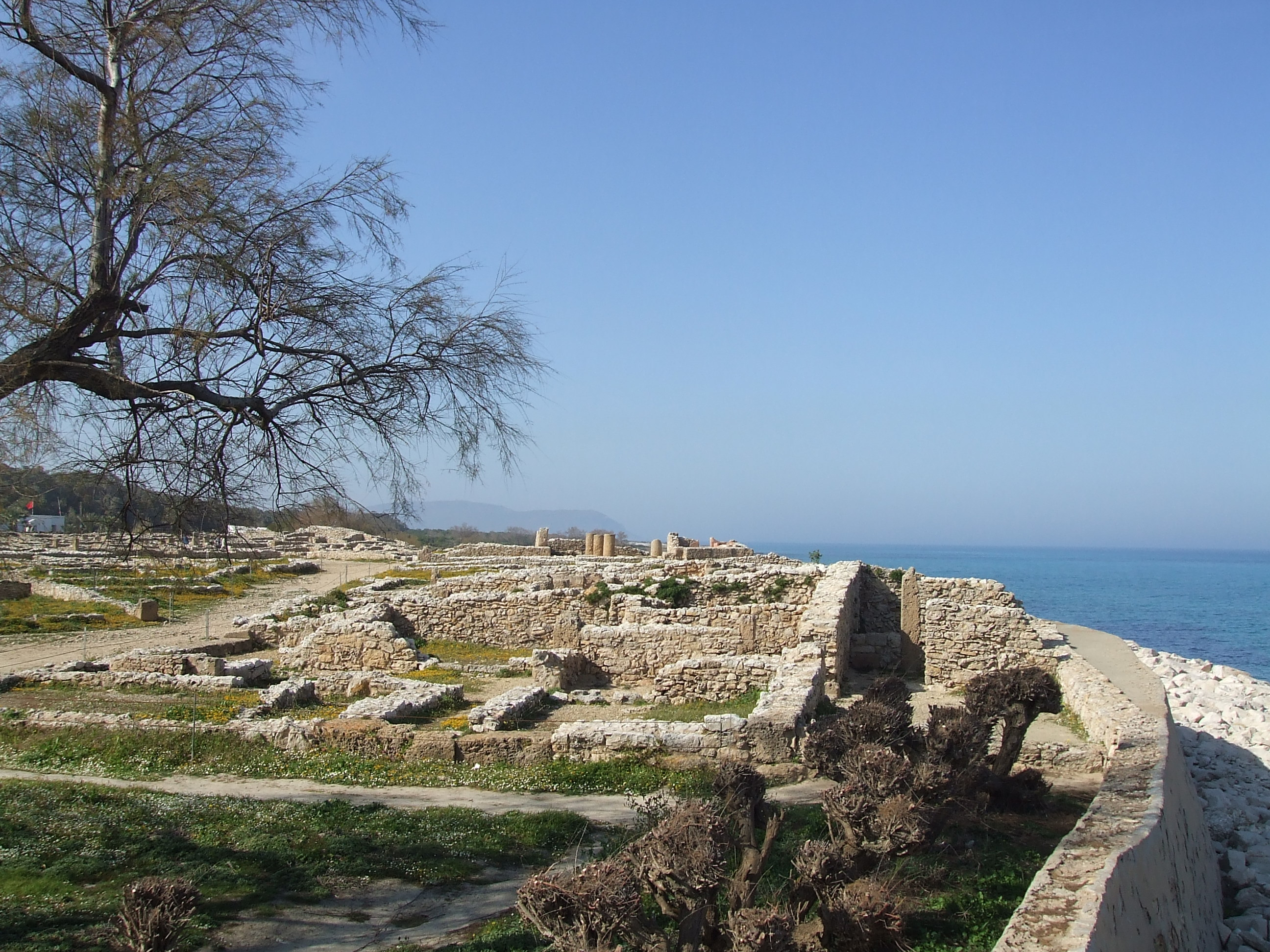
الموقع الأثري كركوان

أما المتحف الصغير في مدخل الموقع الأثري بكركوان الذي يمتاز بكونه الوحيد الذي نعلم أنه لم يبن ثانية بعد خرابه في القرن الثالث ق.م، و بالتالي فهو الوحيد الذي يعطينا فكرة صحيحة عن المدينة البونية.
و إذا كان الموقع يعكس صورة مدينة بونية، فإن المتحف يكشف لنا عن مظاهر عديدة من الحياة اليومية والأنشطة الاقتصادية والتجارية للمدينة وحياتها الروحية، من خلال اللقى التي عثر عليها مردومة تحت الأنقاض أو مودعة في القبور.
و بالطبع فإن جل المجموعات بونية، و لكن توجد في المتحف أيضا آثار متأتية من بلدان متوسطية عديدة: من اليونان بالنسبة إلى اللقى الزخرفية و من مصر بالنسبة إلى المستلزمات الشعائرية (أختام، تمائم، تماثيل صغيرة للتعبد، إلخ).
و أغرب من ذلك مجموعة المصابيح الرومانية التي يبدو أنها أخفيت، قبل خراب المدينة بستة قرون، في مخبإ مهيأ في ساحة منزل بونيو تتأتى بعض اللقى من حفريات أنجزت في المقابر البونية الكبرى المجاورة.

## معرض صور

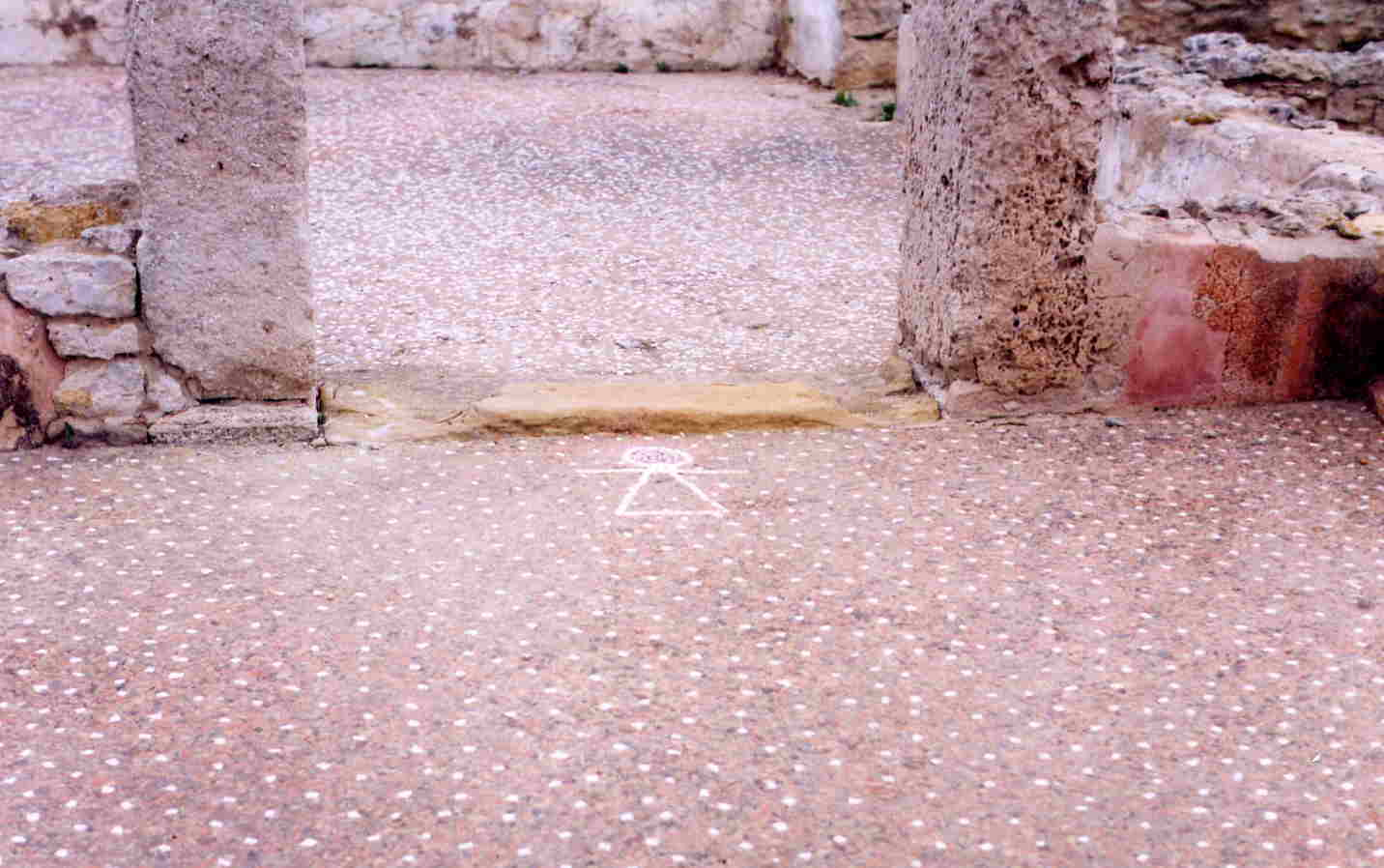
أرضية أحد المعابد
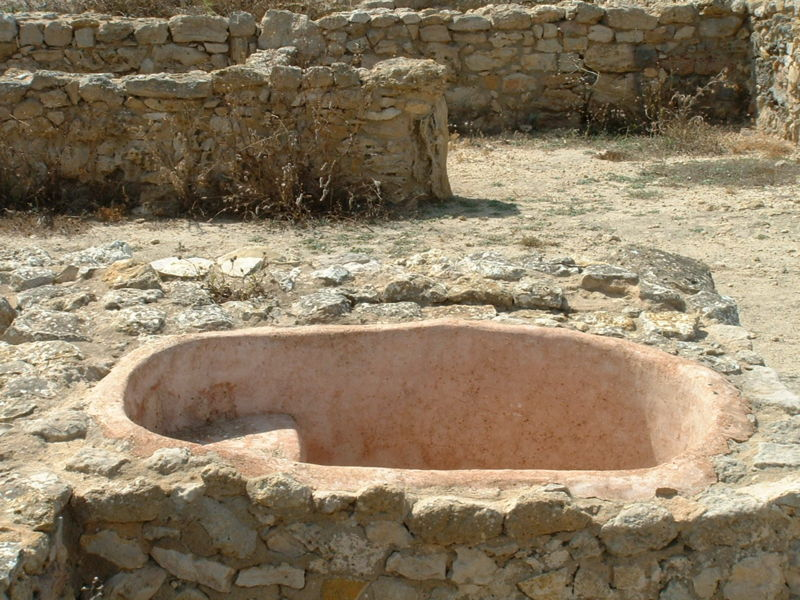
حوض
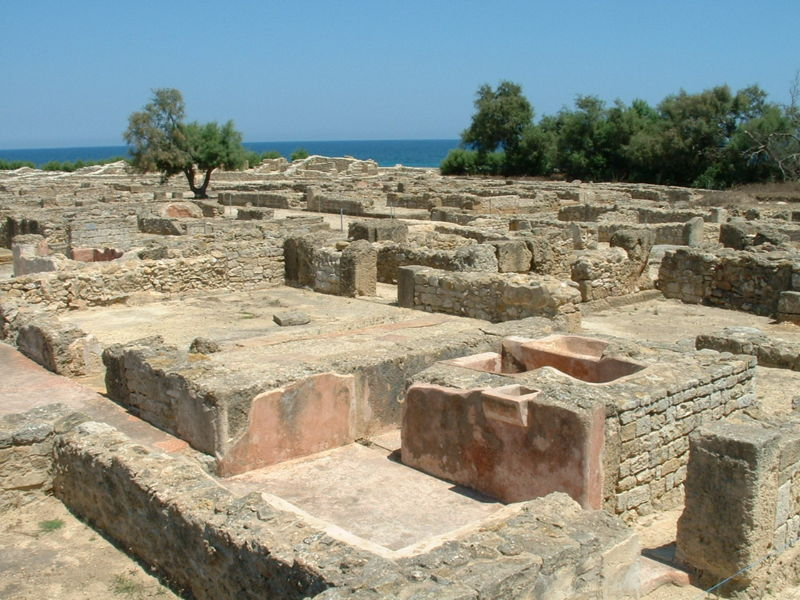
آثار أنهج و منازل كركوان
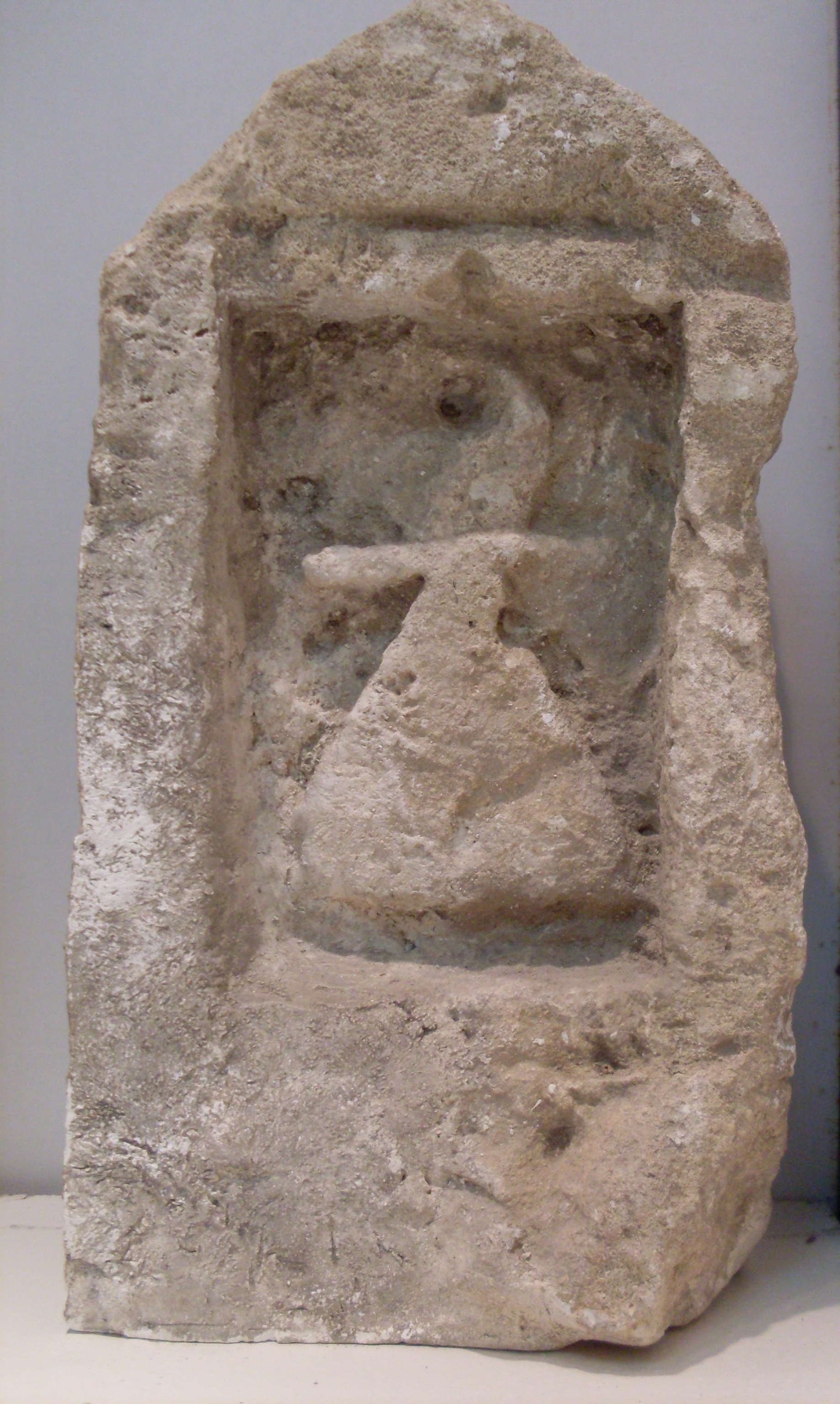
منحوتة عليها رمز الالهة
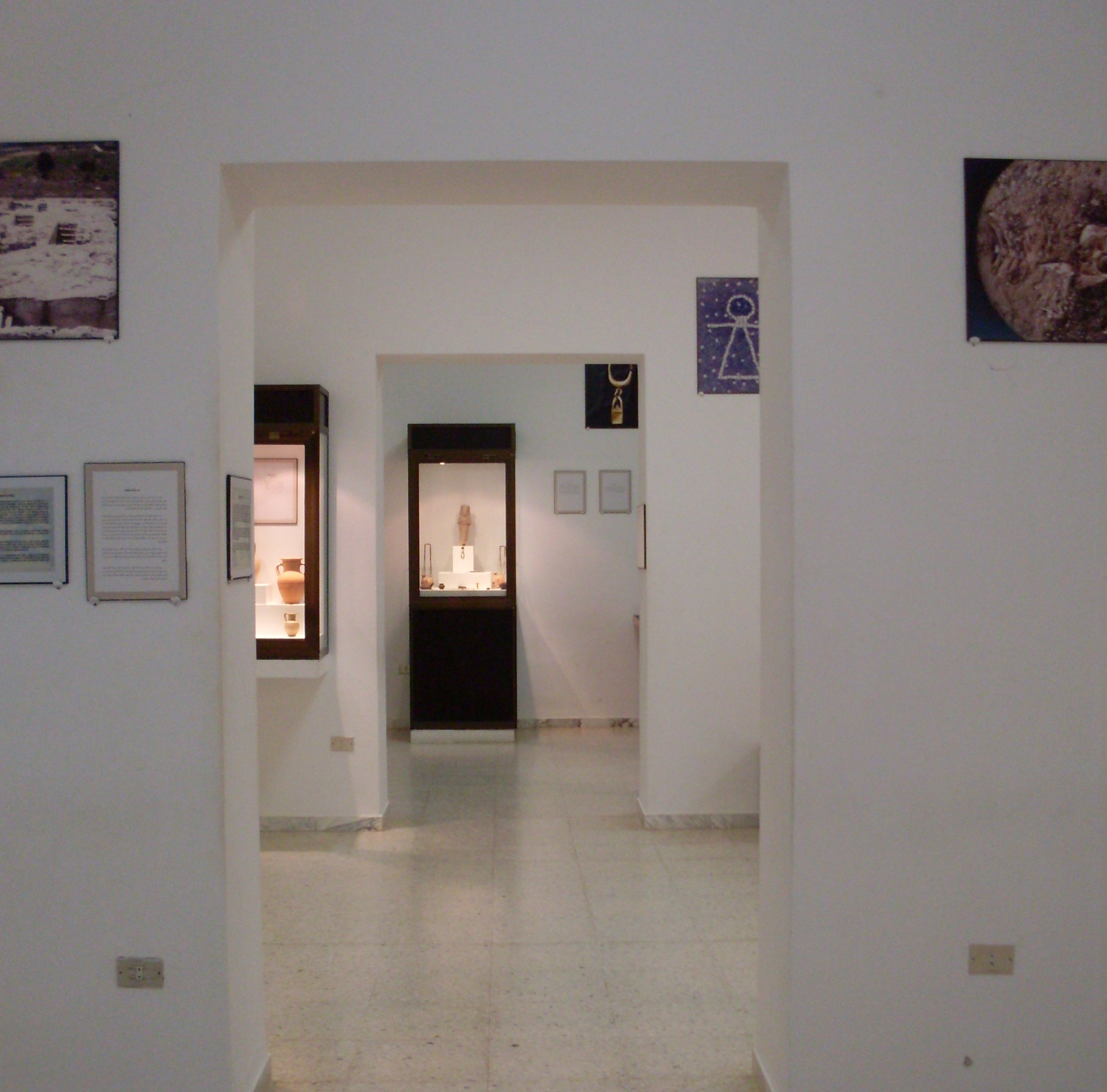
متحف كركوان
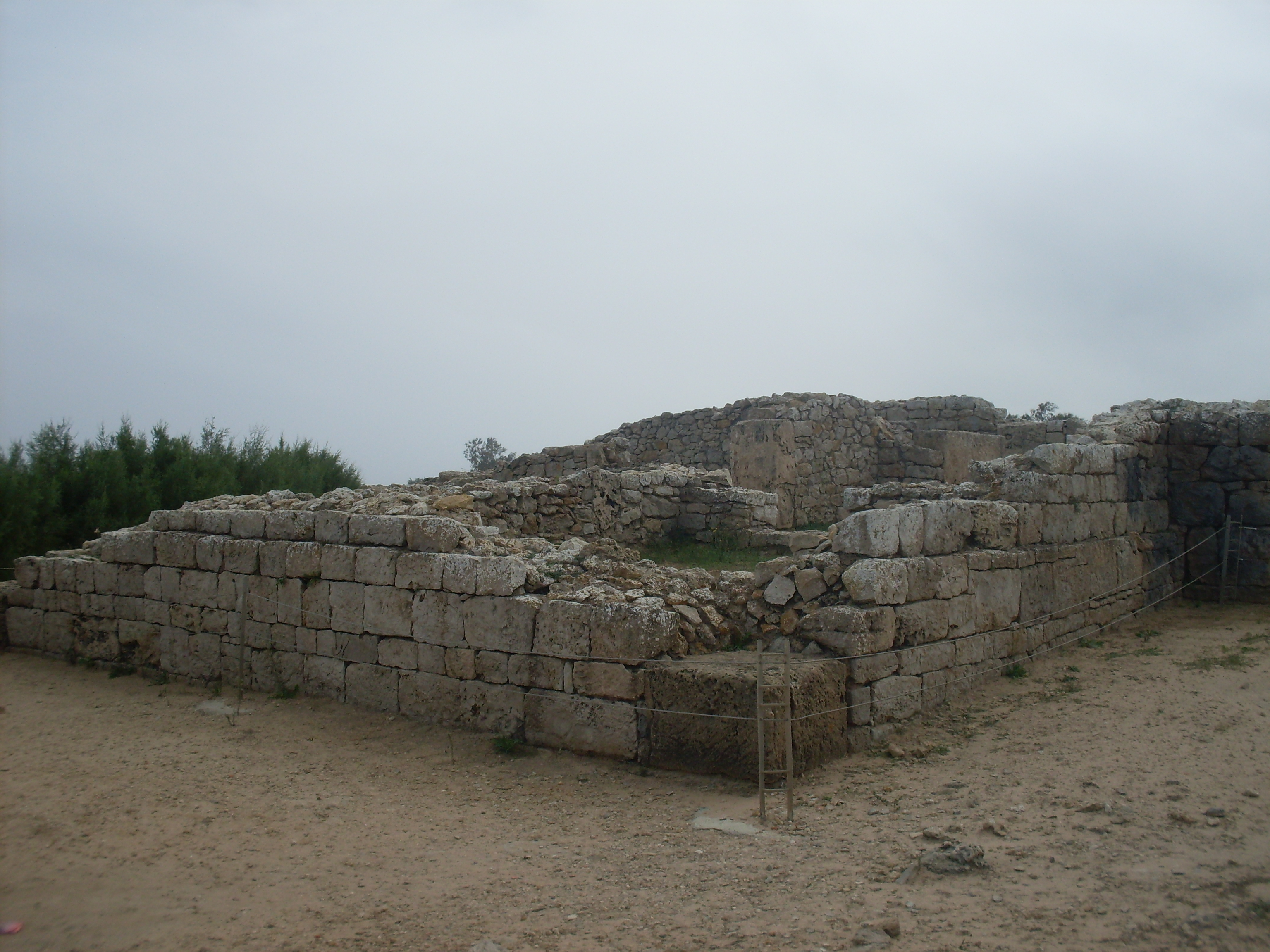
آثار بمدينة كركوان
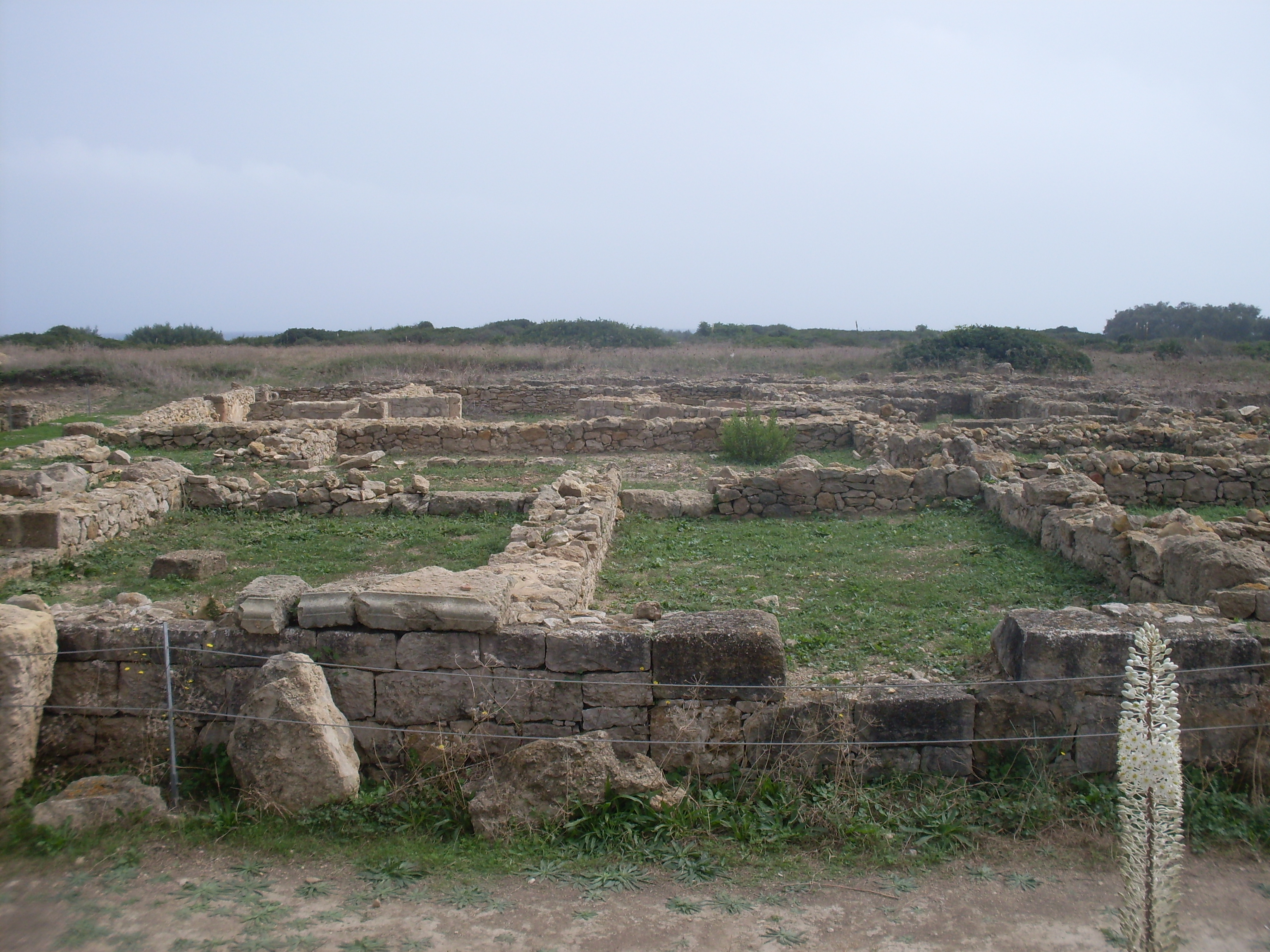
بقايا منازل
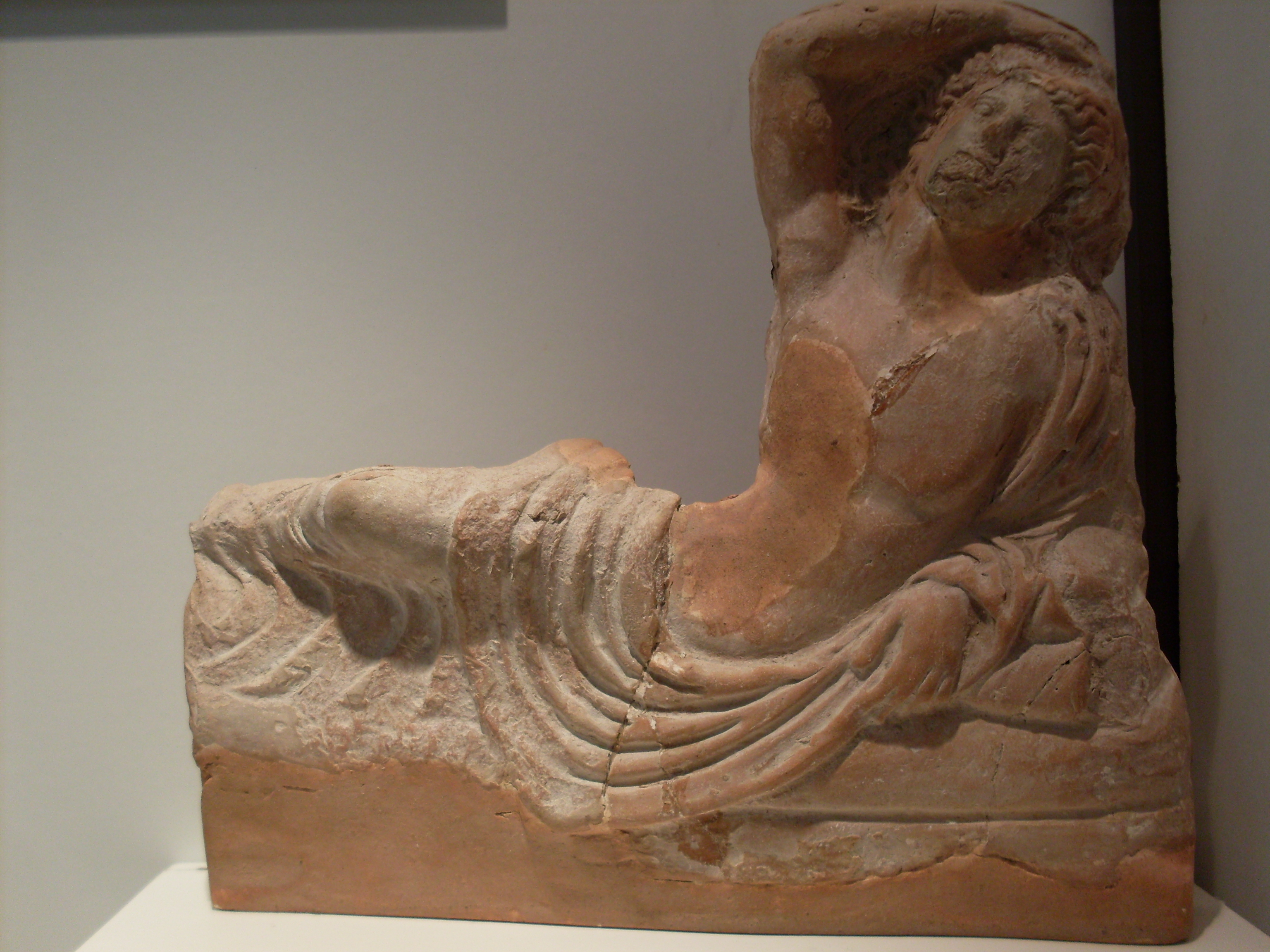
تمثال لسيدة ثرية
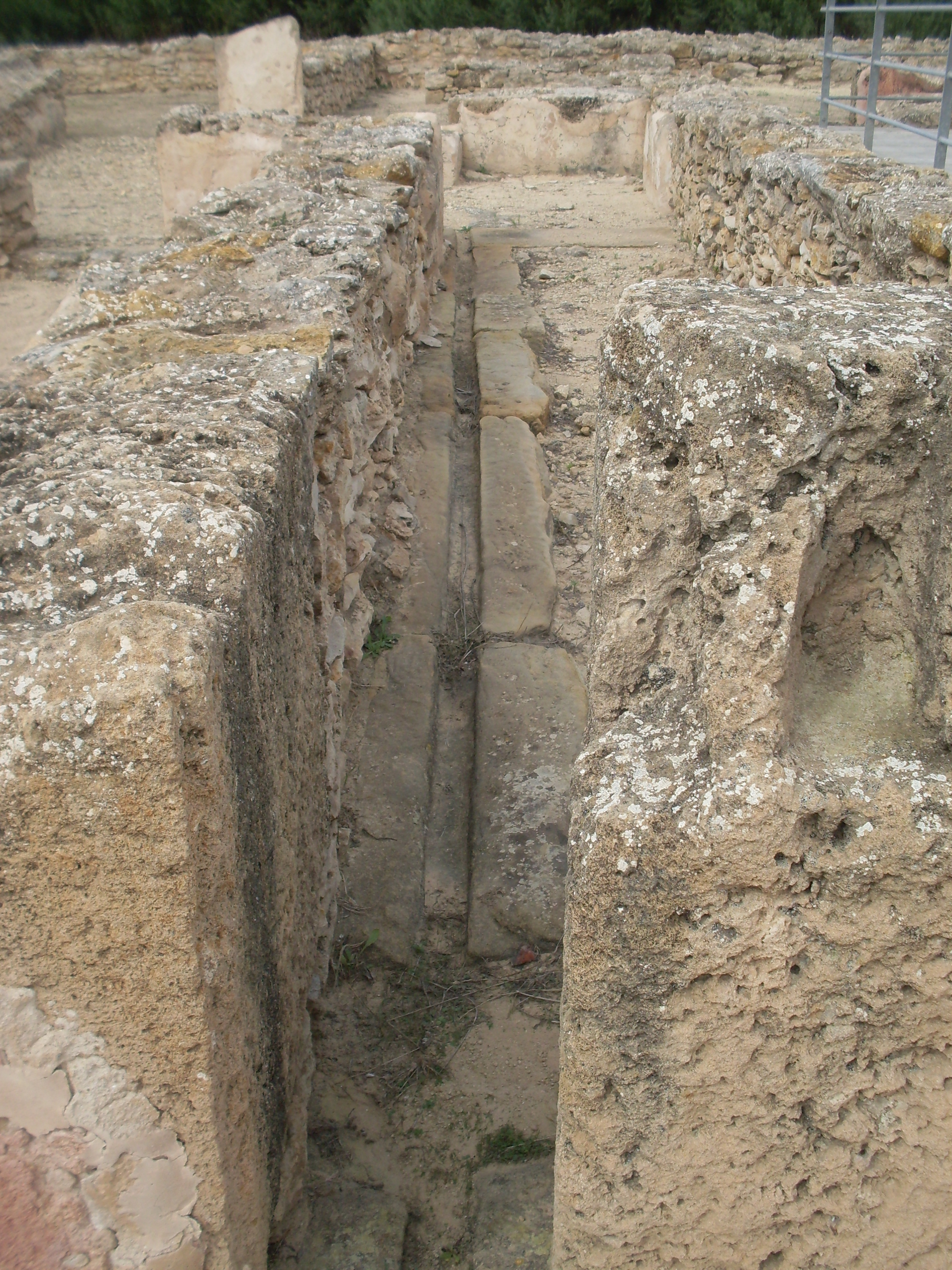
مجرى مياه